# Cantón de Louviers-Sur
El cantón de Louviers-Sur era una división administrativa francesa, que estaba situada en el departamento de Eure y la región de Alta Normandía.

## Composición
El cantón estaba formado por doce comunas, más una fracción de la comuna que le daba su nombre:
- Acquigny
- Amfreville-sur-Iton
- Crasville
- Hondouville
- La Haye-le-Comte
- La Haye-Malherbe
- La Vacherie
- Le Mesnil-Jourdain
- Louviers (fracción)
- Pinterville
- Quatremare
- Surtauville
- Surville

## Supresión del cantón de Louviers-Sur
En aplicación del Decreto n.º 2014-241 de 25 de febrero de 2014, el cantón de Louviers-Sur fue suprimido el 22 de marzo de 2015 y sus 13 comunas pasaron a formar parte, doce del nuevo cantón de Pont-de-l'Arche y una del nuevo cantón de Le Neubourg.